# 长龙镇 (垫江县)
长龙乡，是中华人民共和国重庆市垫江县下辖的一个乡镇级行政单位。

## 行政区划
长龙乡下辖以下地区：
农田村、长久村、长埝村、高桥村、朝阳村、长龙村、石水村和龙安村。